# Leader (comics)
Pour les articles homonymes, voir Leader.
Samuel Sterns, alias le Leader, est un super-vilain évoluant dans l'univers Marvel de la maison d'édition Marvel Comics. Créé par le scénariste Stan Lee et le dessinateur Steve Ditko, le personnage de fiction apparaît pour la première fois dans le comic book Tales to Astonish #62 en 1964.
Génie scientifique criminel, il est notamment l'un des ennemis récurrent du super-héros Hulk.

## Biographie du personnage
Samuel Sterns est à l'origine un ouvrier travaillant à un centre de recherches chimiques. Au décours d'un chargement de déchets dans le sous-sol de ce centre, Sterns subit l'explosion d'un cylindre de rayons gamma. Cette exposition au rayons gamma va tout d'abord lui permettre d'augmenter ses capacités cognitifs , mais il va très rapidement muter en acquérant une peau verte, un rallongement du crane une intelligence supérieure. Il prend alors comme nom "Le Leader". Il n'a pas alors de pouvoirs parapsychiques qu'il aura plus tard
Comprenant que Hulk est a sans doute lui aussi été exposé aux rayons gamma, le Leader comprend tente tout d'abord de capturer le colosse de jade pour comprendre sa force physique, mais aussi pour en faire soit son allié, soit de l'éliminer. et ainsi de devenir presque omnipotent.
Dans la serie The Leader: God of God, le Leader règne sur l'univers et le puissant Hulk n'est plus pour lui qu'une simple poussière.
Il fut aussi partenaire des U-Foes (en), de l'Abomination et du Caméléon.
Il ferra son retour dans la série Immortal Hulk (2018-2021) de Al Ewing et Joe Bennet, où il lui est possible de manipuler plusieurs "créatures gamma" lorsque lui aussi accède à l'En-dessous-de-Tout.

## Pouvoirs et capacités
Samuel Sterns, après avoir été exposé accidentellement à une explosion de déchets irradiés aux rayons gammas, est depuis doté d'une capacité mentale surhumaine et d'une intuition extrêmement fine.
Profitant de ses lectures, ses réflexions et ses recherches, il a acquis d’immenses connaissances dans les domaines de la génétique, de la physique et en robotique. Son savoir lui a permis de concevoir une vaste gamme d’armes, de véhicules, d'ordinateurs, d'androïdes et d'humanoïdes synthétiques, particulièrement sophistiqués. Il est notamment doué en ingénierie génétique et dans la manipulation des radiations afin d'obtenir les effets les plus variés.
- Ses capacités à résoudre les problèmes, à retenir une information en mémoire et à y accéder, ainsi que ses réflexions philosophiques et logiques sont supérieures de beaucoup à celles d’un être humain normal.
- Sa capacité à prédire l’issue probable d'évènements stratégiques ou tactiques est si avancée qu’elle semble similaire à de la divination[1].
- Il possède également une mémoire parfaite et la faculté de se souvenir de tous les instants qu'il a vécu depuis l’accident qui est à l’origine de ses pouvoirs[1].
- En complément de son intelligence surhumaine, il possède des capacités télékinésiques réduites mais efficaces ainsi que des pouvoirs télépathiques. Il peut notamment, après un simple toucher, contrôler mentalement les individus mutés par les rayons gammas ; ses pouvoirs télékinésiques lui permettent d’affronter directement Hulk[1].

Cependant, ses pouvoirs et son intelligence supérieurs sont limités du fait de son immaturité et de son impatience, qui le poussent habituellement à agir trop rapidement. Il a ainsi tendance à oublier les précautions les plus élémentaires, particulièrement quand il affronte Hulk, provoquant alors de lui-même l’échec de ses projets.

## Version alternative
Le Leader apparaît dans la série Marvel Zombies.

## Apparitions dans d'autres médias
Sauf indication contraire, les informations mentionnées dans cette section peuvent être confirmées par la base de données cinématographiques IMDb,  présente dans la section « Liens externes ».

### Films

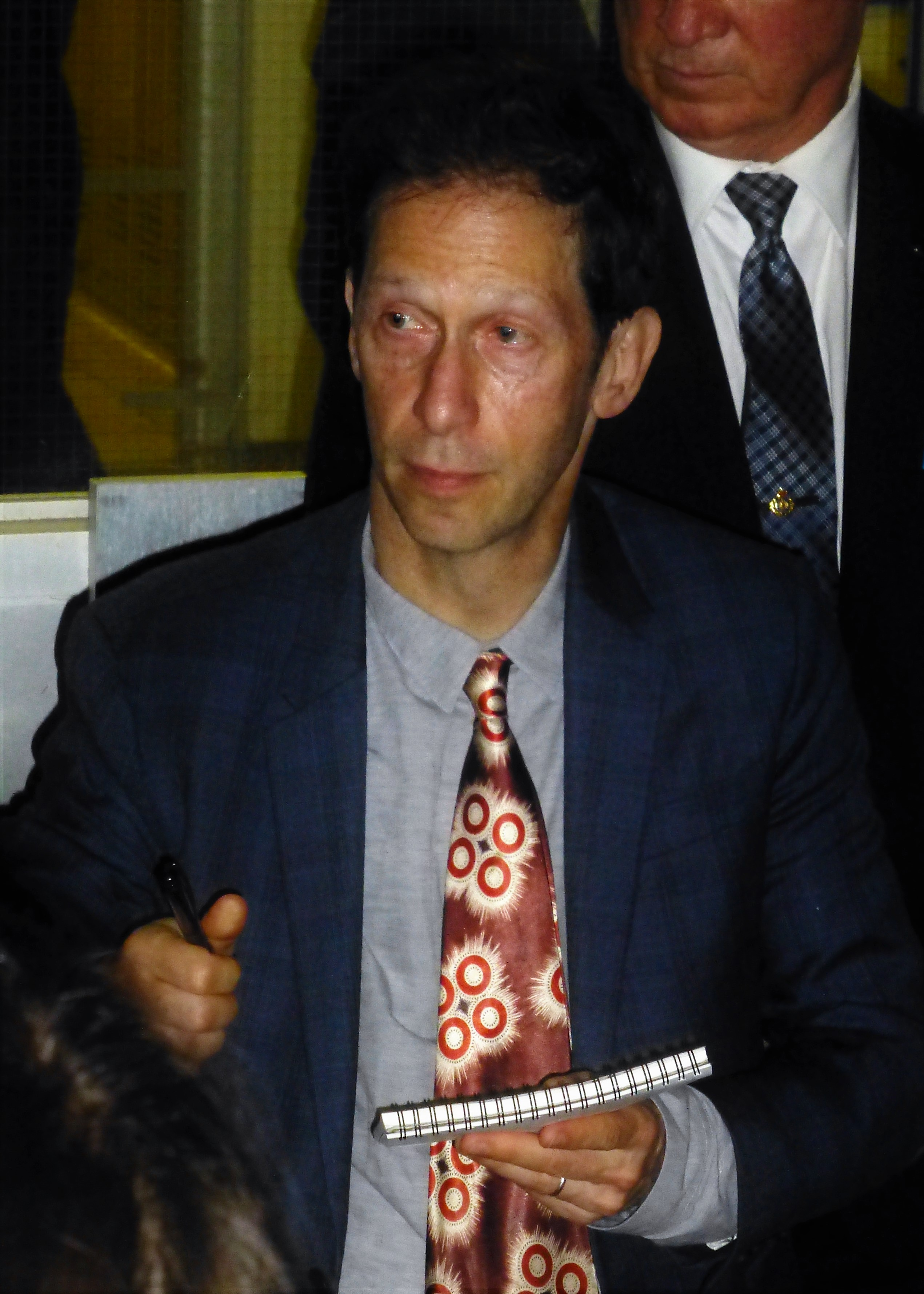
Tim Blake Nelson incarne Samuel Sterns dans L'Incroyable Hulk (2008).

Interprété par Tim Blake Nelson dans l'univers cinématographique Marvel
- 2008 : L'Incroyable Hulk réalisé par Louis Leterrier – Le scientifique Samuel Sterns est un collègue et ami de Bruce Banner, il est là pour comprendre ses pouvoirs et l'aider. Lors de sa dernière apparition, il sera irradié. Louis Leterrier affirme lui-même qu'il deviendra le Leader.
- 2025 : Captain America: Brave New World réalisé par Julius Onah[2] - Sterns à servi de bouc émissaire pour les évènements du film L'Incroyable Hulk, et a été jeté en cellule par le général Ross. Le gamma ayant affecté son intellect, il cherchera à se venger en provoquant un conflit international dont la faute doit retomber sur Ross, devenu président, qu'il a également empoisonné au Gamma pour le transformer en Hulk Rouge, mais il sera mis en échec par Sam Wilson.

### Télévision
- 1966 : The Marvel Super Heroes (série d'animation)
- 1982 : The Incredible Hulk (série d'animation)
- 2013-2015 : Hulk et les Agents du S.M.A.S.H. (série d'animation)
- 2017-2018 : Marvel Future Avengers (en) (série d'animation)

### Jeux vidéo
- 2003 : Hulk
- 2008 : The Incredible Hulk
- 2013 :  Lego Marvel Super Heroes
- 2016 : Marvel Avengers Academy